# Natronorubrum
Genre
Natronorubrum est un genre d'archées halophiles de la famille des Natrialbaceae.

## Systématique
Le nom correct complet (avec auteur) de ce taxon est Natronorubrum Xu et al. 1999. L'espèce type est Natronorubrum bangense Xu et al. 1999.

### Étymologie
Natronorubrum est formé à partir du latin natronum, dérivé de natron, qui fait référence à la soude ou carbonate de sodium (de l'arabe natrun ou natron, qui désigne une substance naturelle riche en carbonate de sodium) et rubrum, « rouge », signifiant littéralement « le rouge de la soude ».

### Liste des espèces
Selon la LPSN (16 mars 2025) :
- Natronorubrum aibiense Cui et al. 2006
- Natronorubrum bangense Xu et al. 1999
- Natronorubrum daqingense (Wang et al. 2010) de la Haba et al. 2022
- Natronorubrum halophilum Tao et al. 2020
- Natronorubrum sediminis Gutiérrez et al. 2010
- Natronorubrum sulfidifaciens Cui et al. 2007
- Natronorubrum texcoconense Ruiz-Romero et al. 2013
- Natronorubrum tibetense Xu et al. 1999

### Publication originale
- (en) Xu Y, Zhou P et Tian X, « Characterization of two novel haloalkaliphilic archaea Natronorubrum bangense gen. nov., sp. nov. and Natronorubrum tibetense gen. nov., sp. nov. », International Journal of Systematic Bacteriology, vol. 49, no 1,‎ 1er janvier 1999, p. 261-266 (ISSN 0020-7713, 1465-2102 et 1070-6259, PMID 10028271, DOI 10.1099/00207713-49-1-261).